# Caltabellotta
Caltabellotta – miejscowość i gmina we Włoszech, w regionie Sycylia, w prowincji Agrigento.
Według danych na styczeń 2010 gminę zamieszkiwało 4056 osób przy gęstości zaludnienia 32,8 os./1 km².

## Historia
31 sierpnia 1302 podpisany został tu traktat pokojowy w wojnie o Sycylię między monarchą wyspy Fryderykiem II (1296–1337) z dynastii aragońskiej a Andegawenami z Karolem II Kulawym (1285–1309) na czele. Rolę mediatora odegrał w negocjacjach Karol de Valois, (1270–1325), tytularny cesarz Konstantynopola, który planował uderzenie na Bizancjum dla przywrócenia Cesarstwa Łacińskiego i dążył do zaangażowania sił obu zwaśnionych stron w swą zamorską ekspedycję. Traktat usankcjonował władzę Fryderyka II na wyspie, przyznając mu kompromisowy tytuł "króla Trinacrii", jak zwano Sycylię od jej trójgraniastego kształtu. Przewidywał jednak, że po śmierci Fryderyka II wyspiarskie królestwo powróci pod berło Andegawenów. Jak pokazała historia, katalońska dynastia była dostatecznie silna, by utrzymać się na Sycylii także po 1337.
Kończąc zmagania o Sycylię zainaugurowane nieszporami sycylijskimi, pokój w Caltabellotcie odebrał wojenne zajęcie wielkiej liczbie katalońskich, aragońskich, włoskich i francuskich najemników. 6,5 tys. spośród nich zdecydowało się w tej sytuacji wyruszyć jesienią 1303 z Rogerem de Flor do Bizancjum na żołd cesarza Andronika II Paleologa, by szukać szczęścia w nowych rejonach basenu Morza Śródziemnego. Tak powstała Kompania Katalońska, której działania wywarły ogromny wpływ na losy Bizancjum.

## Linki zewnętrzne

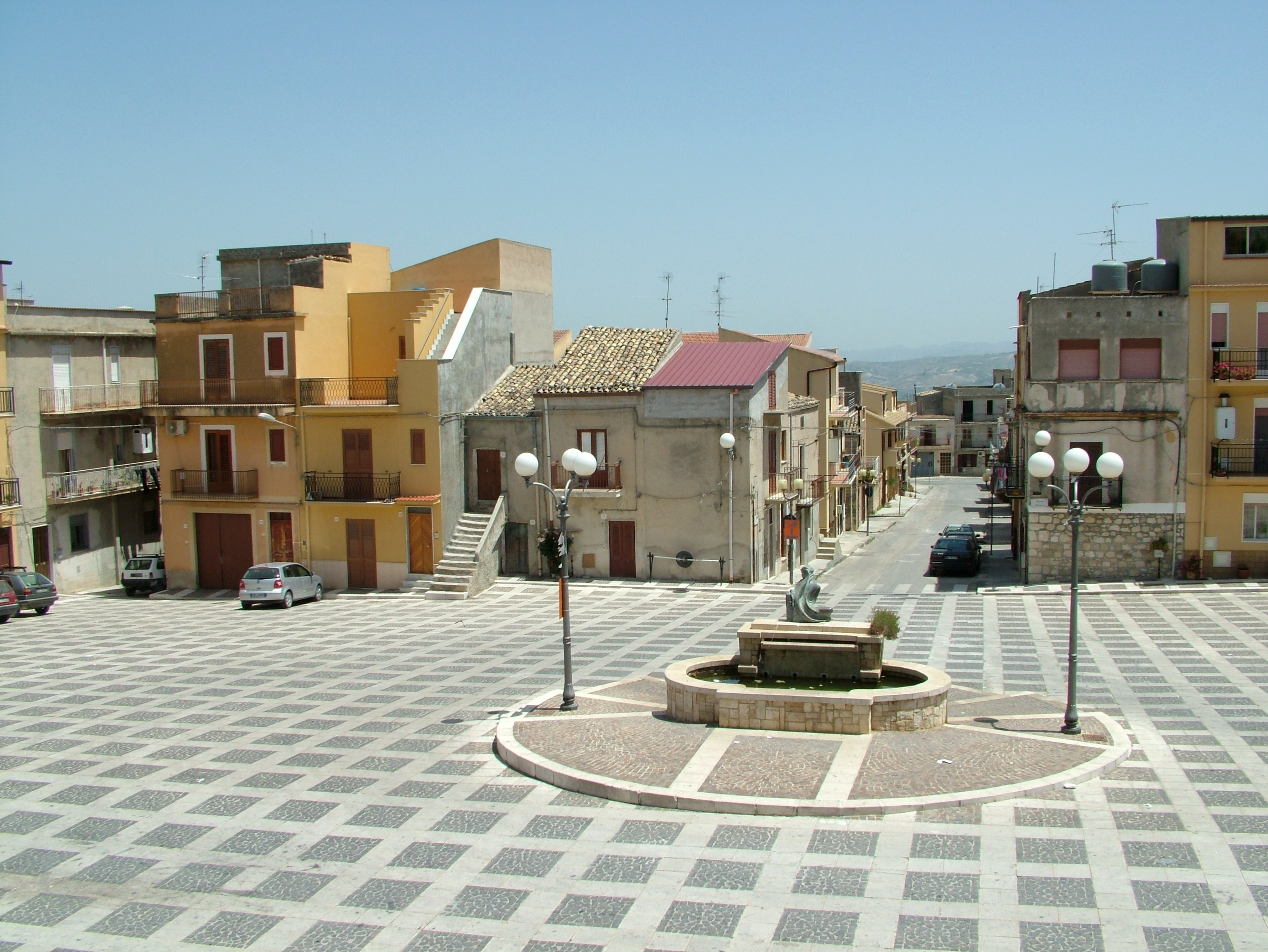
Główny plac